# Hyllus mniszechi
Hyllus mniszechi là một loài nhện trong họ Salticidae.
Loài này thuộc chi Hyllus. Hyllus mniszechi được Hippolyte Lucas miêu tả năm 1858.